# متحف بن نازح
متحف بن نازح أحد متاحف منطقة عسير النماص , أسسه عبد الرحمن بن نازح آل نازح، يقع المتحف في قرية الخضراء التابعة لمحافظة النماص وهو أحد المباني القديمة في سوق قرية الخضراء ويتكون من عدة غرف مختلفة المساحات مبنية من الحجر المحلي على طراز البيوت التراثية لمنطقة عسير القديمة.

## محتوياته
يحتوى المتحف على حوالي2000 قطعة تراثية خاصة بالقرية وقد تم عرض محتويات المتحف إما بالتعليق على الجدران أو من خلال بعض الفاترينات أو وضعها على الأرض، وتتكون القطع التراثية الموجودة بداخل ذلك المتحف من أدوات وأواني للطهي وكذلك أواني الري ويشتمل على غرفة لطحن الحبوب كذلك يوجد في هذا المتحف أدوات القهوة والمباخر والرحي كما يشتمل أدوات الزراعة والحراثة وأدوات النحت والنجارة ويشتمل على بعض الأدوات المدرسية والتعليمية القديمة وكذلك بعض الملابس الرجالية والنسائية وبعض الحلي وأدوات التجميل الخاصة بالنساء والخاصة بتجهيز العروس قديما.